# Jacinta Parejo
Jacinta Parejo, född 1845, död 1914, var Venezuelas första dam 1884-1886 och 1892-1898, då hon var gift med president Joaquín Crespo. Hon kallades ofta Misia Jacinta. Hon utövade ett erkänt inflytande över statens affärer.
Hon gifte sig med Joaquín Crespo 1864. Jacinta Parejo bedöms ha haft mer politiskt inflytande än någon annan kvinna i Venezuelas historia före henne. Ingen tidigare presidentfru tilläts utöva något som helst inflytande över statens affärer. Relationen mellan henne och maken var dock mycket god, och han sades förlita sig på henne fullständigt i allt, och det sades att hans förtroende för henne var utan gräns. Hon ingrep till förmån för supplikanter, hon deltog i och kallade till rådsmöten och utförde politiska projekt och uppdrag åt maken. Hon var en av de som ingick i det hemliga reformkabinett som gav upphov till Revolución legalista 1892: medan maken ledde militärkampanjer för att genomtvinga programmet på landsbygden genomförde hon det i Caracas. Vid makens död 1898 försvarade och stödde hon hans efterträdare och dennes regering. Som änka indrogs hon i mängder av ekonomiska tvister på grund av makens period som president, tvisterna höll på i åratal.